# Fußball in Paraguay

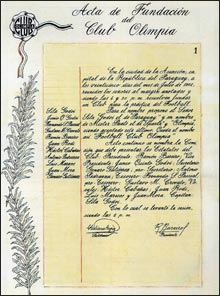
Gründungsurkunde des
Club Olimpia.

Als „Vater des Fußballs in Paraguay“ gilt der Niederländer William Paats, der 1894 nach Paraguay kam und als Sportlehrer an einer Mittelschule in der Hauptstadt Asunción arbeitete, wo er seine Schüler mit dem „englischen Sport“ bekannt machte. Gemeinsam gründeten sie im Jahr 1902 mit dem Club Olimpia den ersten Fußballverein des Landes. Der Verein konnte sich an der Spitze behaupten, ist mit 40 Titeln Rekordmeister der einheimischen Fußballliga sowie der einzige Verein des Landes, der die Copa Libertadores (1979, 1990, 2002) und einmal sogar den Weltpokal (1979) gewinnen konnte.

## Nationale Meisterschaften
Ein Jahr nachdem Olimpia ins Leben gerufen worden war, entstand mit dem Club Guaraní ein zweiter Verein. Gemeinsam mit vier weiteren Vereinen, die in den nächsten Jahren entstanden waren, riefen diese Mannschaften für 1906 die erste Fußballmeisterschaft ins Leben. Das erste offizielle Spiel um die erste Fußballmeisterschaft in Paraguay wurde zwischen Olimpia und Guaraní ausgetragen und endete 1:1. Am Ende ging der Club Guaraní als erster Fußballmeister des Landes in die Annalen ein und Olimpia nahm den zweiten Platz ein. Das Derby dieser beiden Rivalen ist wegen seiner Historie auch als Clásico mas añejo (dt. Ältestes Derby) bekannt.
Weil Guaraní im Laufe der Jahre zurückgefallen ist und längst der 1912 gegründete Club Cerro Porteño zum Hauptrivalen von Olimpia erwachsen ist (er konnte bisher 31 Meistertitel verbuchen), gilt bereits seit Jahrzehnten deren Begegnung als das wichtigste Spiel des Jahres in Paraguay und wird als Clásico del fútbol paraguayo bezeichnet.
Bereits 1910 wurde erstmals die zweite Liga ausgetragen und 1935 wurde die Profiliga eingeführt.

## Die Nationalmannschaft
Die Paraguayische Fußballnationalmannschaft gewann bisher zweimal die Copa América (1953 und 1979) und konnte sich achtmal für die Teilnahme an einer Fußball-Weltmeisterschaft qualifizieren. Während sie bei ihren ersten Auftritten (1930, 1950 und 1958) jeweils in der Vorrunde scheiterte, erreichte sie 1986 erstmals das Achtelfinale, wo sie noch deutlich gegen England (0:3) scheiterte. Zwölf Jahre später setzte Paraguay sich in der Gruppenphase gegen Spanien und Bulgarien durch und brachte im Achtelfinale den Gastgeber und späteren Weltmeister durch sein taktisch kluges Defensivspiel (sowie das notwendige Glück und einen glänzend aufgelegten Chilavert) schier zur Verzweiflung. Das Siegtor gelang Les Bleus erst durch ein Golden Goal durch Laurent Blanc in der 113. Minute. Es war das erste Golden Goal bei einer Fußball-Weltmeisterschaft. Wiederum zwölf Jahre später konnte Paraguay – zum ersten und bisher einzigen Mal überhaupt – bis ins Viertelfinale vorstoßen, wo die Albiroja erneut knapp (0:1 durch das Tor von David Villa in der 83. Minute) gegen den späteren Turniersieger scheiterte.